# 18 février aux Jeux olympiques d'hiver de 2018
Pour un article plus général, voir Jeux olympiques d'hiver de 2018.
Le dimanche 18 février aux Jeux olympiques d'hiver de 2018 est le onzième jour de compétition et le neuvième jour avec des médailles décernées.  

## Programme
| Heure UTC+9 (Pyeongchang)                     |               |
| bleu                                          | Cérémonie     |
| neutre                                        | Épreuve       |
| or                                            | Finale        |
| orange                                        | Petite finale |
| rose                                          | Reporté       |
| gris                                          | Annulé        |
| Compétition masculine                         | Hommes        |
| Compétition féminine                          | Femmes        |
| Compétition mixte (hommes et femmes mélangés) | Mixte         |
| Compétition en couple (1 homme et 1 femme)    | Couple        |
| modifier                                      |               |

| Horaire | Discipline Spécialité | Discipline Spécialité                     | Discipline Spécialité | Phase                                 | Résultats                                                  | Références |
| ------- | --------------------- | ----------------------------------------- | --------------------- | ------------------------------------- | ---------------------------------------------------------- | ---------- |
| 09 h 05 |                       | Curling Tournoi masculin                  | Compétition hommes    | Premier tour 7e session               | 10-8                                                       | -          |
| 09 h 05 |                       | Curling Tournoi masculin                  | Compétition hommes    | Premier tour 7e session               | 2-8                                                        | -          |
| 09 h 05 |                       | Curling Tournoi masculin                  | Compétition hommes    | Premier tour 7e session               | 8-6                                                        | -          |
| 10 h 00 |                       | Ski acrobatique Slopestyle                | Compétition hommes    | Qualifications                        | -                                                          | -          |
| 10 h 15 |                       | Ski alpin Slalom géant                    | Compétition hommes    | Manche de compétition                 | -                                                          | -          |
| 12 h 10 |                       | Hockey sur glace Tournoi masculin         | Compétition hommes    | Tour préliminaire Groupe C - Match 14 | 2-1                                                        | -          |
| 12 h 10 |                       | Hockey sur glace Tournoi féminin          | Compétition femmes    | Match de classement                   | 2-0                                                        | -          |
| 13 h 15 |                       | Ski acrobatique Slopestyle                | Compétition hommes    | Finale                                | Øystein Bråten · Nick Goepper · Alex Beaulieu-Marchand     | -          |
| 13 h 45 |                       | Ski alpin Slalom géant                    | Compétition hommes    | Finale                                | Marcel Hirscher · Henrik Kristoffersen · Alexis Pinturault | -          |
| 14 h 05 |                       | Curling Tournoi féminin                   | Compétition femmes    | Premier tour 7e session               | 6-8                                                        | -          |
| 14 h 05 |                       | Curling Tournoi féminin                   | Compétition femmes    | Premier tour 7e session               | 10-8                                                       | -          |
| 14 h 05 |                       | Curling Tournoi féminin                   | Compétition femmes    | Premier tour 7e session               | 5-12                                                       | -          |
| 15 h 15 |                       | Ski de fond Relais sur 4 × 10 km          | Compétition hommes    | Finale                                | Norvège · Russie (OAR) · France                            | -          |
| 16 h 40 |                       | Hockey sur glace Tournoi masculin         | Compétition hommes    | Tour préliminaire Groupe A - Match 15 | 4-1                                                        | -          |
| 16 h 40 |                       | Hockey sur glace Tournoi féminin          | Compétition femmes    | Match de classement                   | 1-2                                                        | -          |
| 20 h 00 |                       | Patinage de vitesse Poursuite par équipes | Compétition hommes    | Qualifications                        | -                                                          | -          |
| 20 h 00 |                       | Patinage de vitesse 500 m                 | Compétition femmes    | Finale                                | Nao Kodaira · Lee Sang-hwa · Karolína Erbanová             | -          |
| 20 h 00 |                       | Ski acrobatique Sauts                     | Compétition hommes    | Finale                                | Oleksandr Abramenko · Jia Zongyang · Ilya Burov            | -          |
| 20 h 05 |                       | Bobsleigh Bob à deux                      | Compétition hommes    | Manches 1 et 2                        | -                                                          | -          |
| 20 h 05 |                       | Curling Tournoi masculin                  | Compétition hommes    | Premier tour 8e session               | 11-4                                                       | -          |
| 20 h 05 |                       | Curling Tournoi masculin                  | Compétition hommes    | Premier tour 8e session               | 9-8                                                        | -          |
| 20 h 05 |                       | Curling Tournoi masculin                  | Compétition hommes    | Premier tour 8e session               | 6-7                                                        | -          |
| 20 h 05 |                       | Curling Tournoi masculin                  | Compétition hommes    | Premier tour 8e session               | 5-8                                                        | -          |
| 20 h 15 |                       | Biathlon Départ groupé 15 km              | Compétition hommes    | Finale                                | Martin Fourcade · Simon Schempp · Emil Hegle Svendsen      | -          |
| 21 h 10 |                       | Hockey sur glace Tournoi masculin         | Compétition hommes    | Tour préliminaire Groupe C - Match 16 | 3-1                                                        | -          |
| 21 h 10 |                       | Hockey sur glace Tournoi masculin         | Compétition hommes    | Tour préliminaire Groupe C - Match 17 | 4-0                                                        | -          |

## Tableau des médailles provisoire
- Pays organisateur (Corée du Sud)

| Rang  | Nation             | Or                                                              | Argent                             | Bronze                                                                    | Total |
| ----- | ------------------ | --------------------------------------------------------------- | ---------------------------------- | ------------------------------------------------------------------------- | ----- |
| 1     | Norvège            | Médaille d'or, Jeux olympiques · Médaille d'or, Jeux olympiques | Médaille d'argent, Jeux olympiques | Médaille de bronze, Jeux olympiques                                       | 4     |
| 2     | France             | Médaille d'or, Jeux olympiques                                  |                                    | Médaille de bronze, Jeux olympiques · Médaille de bronze, Jeux olympiques | 3     |
| 3     | Autriche           | Médaille d'or, Jeux olympiques                                  |                                    |                                                                           | 1     |
| 3     | Japon              | Médaille d'or, Jeux olympiques                                  |                                    |                                                                           | 1     |
| 3     | Ukraine            | Médaille d'or, Jeux olympiques                                  |                                    |                                                                           | 1     |
| 6     | Russie (OAR)       |                                                                 | Médaille d'argent, Jeux olympiques | Médaille de bronze, Jeux olympiques                                       | 2     |
| 7     | États-Unis         |                                                                 | Médaille d'argent, Jeux olympiques |                                                                           | 1     |
| 7     | Allemagne          |                                                                 | Médaille d'argent, Jeux olympiques |                                                                           | 1     |
| 7     | Corée du Sud       |                                                                 | Médaille d'argent, Jeux olympiques |                                                                           | 1     |
| 7     | Chine              |                                                                 | Médaille d'argent, Jeux olympiques |                                                                           | 1     |
| 11    | Canada             |                                                                 |                                    | Médaille de bronze, Jeux olympiques                                       | 1     |
| 11    | République tchèque |                                                                 |                                    | Médaille de bronze, Jeux olympiques                                       | 1     |
| Total | Total              | 6                                                               | 6                                  | 6                                                                         | 18    |

| Rang  | Nation                        | Or | Argent | Bronze | Total |
| ----- | ----------------------------- | -- | ------ | ------ | ----- |
| 1     | Norvège                       | 9  | 9      | 9      | 27    |
| 2     | Allemagne                     | 9  | 5      | 4      | 18    |
| 3     | Pays-Bas                      | 6  | 5      | 2      | 13    |
| 4     | Canada                        | 5  | 5      | 6      | 16    |
| 5     | États-Unis                    | 5  | 3      | 2      | 10    |
| 6     | Suède                         | 4  | 3      | 0      | 7     |
| 7     | Autriche                      | 4  | 2      | 4      | 10    |
| 7     | France                        | 4  | 2      | 4      | 10    |
| 9     | Corée du Sud                  | 3  | 1      | 2      | 6     |
| 10    | Japon                         | 2  | 5      | 3      | 10    |
| 11    | Suisse                        | 2  | 4      | 1      | 7     |
| 12    | Italie                        | 2  | 1      | 3      | 6     |
| 13    | République tchèque            | 1  | 2      | 3      | 6     |
| 14    | Slovaquie                     | 1  | 2      | 0      | 3     |
| 15    | Biélorussie                   | 1  | 1      | 0      | 2     |
| 16    | Grande-Bretagne               | 1  | 0      | 3      | 4     |
| 17    | Pologne                       | 1  | 0      | 0      | 1     |
| 17    | Ukraine                       | 1  | 0      | 0      | 1     |
| 19    | Chine                         | 0  | 5      | 1      | 6     |
| 20    | Athlètes olympiques de Russie | 0  | 3      | 7      | 10    |
| 21    | Australie                     | 0  | 2      | 1      | 3     |
| 22    | Slovénie                      | 0  | 1      | 0      | 1     |
| 23    | Finlande                      | 0  | 0      | 3      | 3     |
| 24    | Espagne                       | 0  | 0      | 2      | 2     |
| 25    | Kazakhstan                    | 0  | 0      | 1      | 1     |
| 25    | Liechtenstein                 | 0  | 0      | 1      | 1     |
| Total | Total                         | 61 | 61     | 62     | 184   |